# Nhã nhạc
Nhã nhạc is een vorm van ceremoniële hoofse muziek uit de Tran-dynastie van de dertiende eeuw tot de Nguyen-dynastie (die eindigde in de vroege twintigste eeuw) in Vietnam. In 2005 kwam Nhã nhạc op de Lijst van Meesterwerken van het Orale en Immateriële Erfgoed van de Mensheid.
De muziek werd uitgevoerd tijdens jaarlijkse plechtigheden, zoals verjaardagen en religieuze feestdagen. Ook bij andere speciale evenementen, zoals begrafenissen en officiële recepties wordt Nhã nhạc opgevoerd. Er horen ingewikkelde hoofse dansen bij de muziek. Dansers en muzikanten dragen gedetailleerd ontworpen kostuums.
De kèn bầu (conische hobo), djan ty (peervormige luit met vier snaren), djan nguyet (maan-vormige twee-snarige luit), djan tam (luit met door slangenhuid bedekt lichaam en drie snaren), djan nhi (viool), sao (ook wel sao trực; een bamboe dwarsfluit), trong (trommel, bespeeld met stokken) en andere percussie-instrumenten worden gebruikt bij de optredens.
De grootste buitenlandse invloed op Nhã nhạc komt uit de Ming-dynastie uit China.